# Neothoa patagonica
Neothoa patagonica är en mossdjursart som först beskrevs av Busk 1852.  Neothoa patagonica ingår i släktet Neothoa och familjen Hippothoidae. Inga underarter finns listade i Catalogue of Life.